# McDonald (Mondkrater)
McDonald ist ein kleiner Einschlagkrater auf der nordwestlichen Mondvorderseite in der Ebene des Mare Imbrium. Er liegt nördlich des Kraters Lambert und nordwestlich von Timocharis.
Der Krater wurde 1973 von der IAU nach dem amerikanischen Bankier und Stifter William Johnson McDonald und dem schottischen Selenographen Thomas Logie MacDonald offiziell benannt.